# Lithobates tarahumarae
Espèce
Synonymes
- Rana tarahumarae Boulenger, 1917

Statut de conservation UICN

 VU A3e : Vulnérable
La grenouille de Tarahumara ou Lithobates tarahumarae est une espèce d'amphibiens de la famille des Ranidae.

## Répartition
Cette espèce se rencontrait originellement :
- aux États-Unis dans le sud de l'Arizona, pays d'où elle a disparu ;
- au Mexique dans la Sierra Madre occidentale dans l'est du Sonora, dans l'ouest du Chihuahua et dans l'Est du Sinaloa.

Sa présence est incertaine dans l'ouest du Durango, dans le nord du Jalisco et dans le Sud-Ouest d'Aguascalientes.

## Étymologie
Cette espèce est nommée en référence au lieu de sa découverte, la sierra Tarahumara dans l'État de Chihuahua.

## Publication originale
- Boulenger, 1917 : Description of news Frogs of the Genus Rana. Annals and Magazine of Natural History, sér. 8, vol. 20, p. 413-418 (texte intégral).